# CobraNova
CobraNova is een Nederlandse basketbalclub uit Voorburg en Leidschendam. Zowel het eerste herenteam als het eerste damesteam komen in hun respectievelijke promotiedivisies uit. De thuishal van de club is sporthal Forum Kwadraat. Het tenue van de club is een zwart shirt en een zwart broekje met blauw en oranje tinten.
De club ontstond in 2009 door een fusie tussen BV Voorburg en Gymnova Basketball.

## Erelijst

#### Heren
| Competitie     | Winnaar | Winnaar | Runner-up | Runner-up  |
| Competitie     | Aantal  | Jaren   | Aantal    | Jaren      |
| -------------- | ------- | ------- | --------- | ---------- |
| Nationaal      |         |         |           |            |
| Eerste divisie |         |         | 2×        | 2013, 2014 |

##### Dames
| Nationaal       |    |      |                 |    |      |  |
| Promotiedivisie | 1× | 2022 | Promotiedivisie | 1× | 2023 |  |

## Eindklasseringen

#### Heren
- 2010 7e
Eerste divisie
- 2011 6e
Eerste divisie
- 2012 11e
Eerste divisie
- 2013 2e
Eerste divisie
- 2014 2e
Eerste divisie
- 2015 5e
Promotiedivisie
- 2016 4e
Promotiedivisie
- 2017 8e
Promotiedivisie
- 2018 9e
Promotiedivisie
- 2019 4e
Promotiedivisie
- 2020 2e
Promotiedivisie
- 2021 5e
Promotiedivisie
- 2022 5e
Promotiedivisie
- 2023 4e
Promotiedivisie

- Promotiedivisie
- Eerste divisie